# Louis d'Harcourt (archevêque de Rouen)
Louis d'Harcourt  est un prélat français, archevêque de Rouen.

## Famille
Né le 24 décembre 1382, Louis d’Harcourt est le fils cadet de Jean VI d'Harcourt, comte d’Harcourt et de Catherine de Bourbon. Sa sœur Blanche d’Harcourt est abbesse de Fontevraud. Il est le cousin du roi Charles VI et l'oncle du cardinal Guillaume d'Estouteville.

## Biographie
Il suit des études de droit canon à Angers sans avoir de grade universitaire. En 1401, il est prévôt de Normandie à la cathédrale de Chartres.
Après la mort de Guillaume VI de Vienne, archevêque de Rouen, Benoît XIII nomme Jean d’Armagnac, le 26 février 1407. Mais il se voit opposer un refus du chapitre et du pouvoir royal. Le 18 mars suivant, une nouvelle élection du chapitre désigne Louis d’Harcourt sous l’influence de Jean Ier, duc de Berry. Son élection est confirmée par une commission composée de Simon de Cramaud, patriarche d’Alexandrie, Ameilh du Breuil, archevêque de Tours et de Pierre Le Roy, abbé du Mont-Saint-Michel. Il reçoit par procuration, le 16 janvier 1409, le titre d’administrateur et entre solennellement dans la cathédrale le 13 octobre 1415 en présence du roi.
En juillet 1417, lors de la Révolte de Rouen, il accompagne le Dauphin et joue un rôle dans les négociations. Les Anglais deviennent maîtres de la province en 1419. Il quitte la Normandie et le siège est administré par le vicaire Nicolas de Venderès jusqu’à sa mort le 19 novembre 1422 et inhumé au couvent des franciscains de Châtellerault.
Il serait avec Catherine d’Aubevoye, protonotaire apostolique, le père d’un fils naturel Louis, légitimé par le roi en 1447.

## Héraldique
Ses armes sont : Écartelé, aux 1 et 4 : à deux fasces d'Harcourt ; au 2 et 3: semé de lis à la bande brochant de Bourbon.